# Pálfölde
Pálfölde Bodrogszentmária településrésze, 1943-ig önálló község Szlovákiában, a Kassai kerület Tőketerebesi járásában.

## Fekvése
Királyhelmectől 11 km-re nyugatra, a Bodrog és a Latorca összefolyásánál fekszik.

## Története
Pálfölde Árpád-kori település. Neve már 1229-ben szerepelt egy oklevélben „villa Paul” néven. Egykor királyi birtokként Zemplén várának tartozéka volt. 1407-ben „Zentmaria aliter Pal-Feölde” néven említik, s ekkor Felcsebi Mihály tulajdonában állt.
1528-ban Turóczi Miklós, 1548-ban Zentgyörgyi Gábor volt birtokosa. 1557-ben 4 adózó portája létezett. 1561-ben az Atyay családot iktatták be a birtok egyes részeibe. 1570-ben Zobonya László, Zalatnoky Mátyás, Bey János, a Bolyi Alpáryak és a Csebyek voltak földesurai. Az 1598 -as összeíráskor a Rákóczi-család, Vinnai Pál' és Farkas György birtoka volt. 1610-ben Eperjessy György és Vajda Péter tulajdonában találjuk. 1613-ban Bernáth Jánost iktatták be Pálfölde alias Szent-Mária részeibe. 1660-ban a település birtokosa Bogdányi Farkas lett. 1684-ben a Barkóczy és Klobusiczky családoké, akik egészen a 19. századig birtokolták. 1715-ben 2 adózó háztartás volt a településen. 1787-ben 14 házában 113 lakos élt.
Vályi András szerint: „PÁLFÖLDE. Magyar falu Zemplén Vármegyében, földes Ura Gróf Klobusiczky Uraság, lakosai külömbfélék, fekszik Bodrog vize mellett, határja mindenben hasonló Kis Újlakhoz, egyedűl, hogy ennek jobb erdeje van.”
1828-ban 21 háza és 165 lakosa volt. Fényes Elek szerint: „Pálföldje, magyar falu, Zemplén vmegyében, Zemplénhez közel a Bodrogközben: 37 kath., 113 ref., 9 zsidó lak., 186 hold szántófölddel, erdővel. F. u. gr. Klobusiczky. Ut. p. Ujhely.”
Borovszky Samu monográfiasorozatának Zemplén vármegyét tárgyaló része szerint: „Pálfölde, a bodrogközi síkságon fekszik. Magyar kisközség 33 házzal és 184, nagyobbára ev. ref. vallású lakossal. Postája, távírója és vasúti állomása Szomotor. Hajdan Zemplén várának tartozéka volt. Már az Árpád korban szerepel egy itélet levélben, mely 1229-ből való, s ott "villa Paul" a neve. 1407-ben Zentmaria aliter Pal-Feölde alakban Felcsebi Mihály birtokaként van említve. Csak 1528-ban találkozunk, Turóczi Miklós személyében, újabb birtokosával, de 1548-ban Zentgyörgyi Gábort s 1561-ben az Atyay családot iktatják be némely részeibe. 1570-ben Zobonya László, Zalatnoky Mátyás, Bey János, a Bolyi Alpáryak és a Csebyek a földesurai. Az 1598-iki összeírásban Rákóczy Ferencz, Vinnay Pál és Farkas György vannak említve. 1610-ben Eperjessy Györgyöt és Vajda Pétert s 1613-ban Bernáth Jánost iktatják "Pálfölde alias Szent-Mária" részeibe. 1660-ban a Bogdányi Farkas családé. 1684-ben I. Lipót gróf Barkóczy Ferencznek adományozza, ki a birtokot báró Klobusitzky Ferenczre ruházza. Most gróf Szirmay Györgynek van itt nagyobb birtoka. A XVI. század végén és a XVII. század elején a pusztult helyek közt van felsorolva. 1831-ben a kolera és az ennek nyomán keletkezett parasztlázadás hozta lakosait izgalomba. Templom nincs a községben. Ide tartozik Lencse-puszta és Pocsekaj-tanya.”
A 20. században a Szirmay család birtoka. Lakói főként mezőgazdasággal foglalkoztak. 1910-ben 152, túlnyomórészt magyar lakosa volt. 1920-ig Zemplén vármegye Bodrogközi járásához tartozott, ekkor az újonnan megalakított csehszlovák állam része lett. 1938 és 1944 között ismét Magyarország része volt.
1956-ban Bodrogszentmáriához csatolták. A községrész fénykora a 60-as évek végén és a 70-es évek elején volt. Mintegy 600 lakosa van. A munkalehetőség nagyon szegényes, a lakosok többnyire külföldön keresnek munkát. A termelőszövetkezet megszűnt a 90-es évek elején. Az egyedüli munkalehetőség a pékség, ami 30 embert alkalmaz.

## Nevezetességei
Pálfölde környéke gyönyörű, a Latorca és az Ondava összefolyásához van közel. A két folyó a Bodrogban egyesül. Kitűnő halász- és vadászterületek találhatók itt.

## Képtár

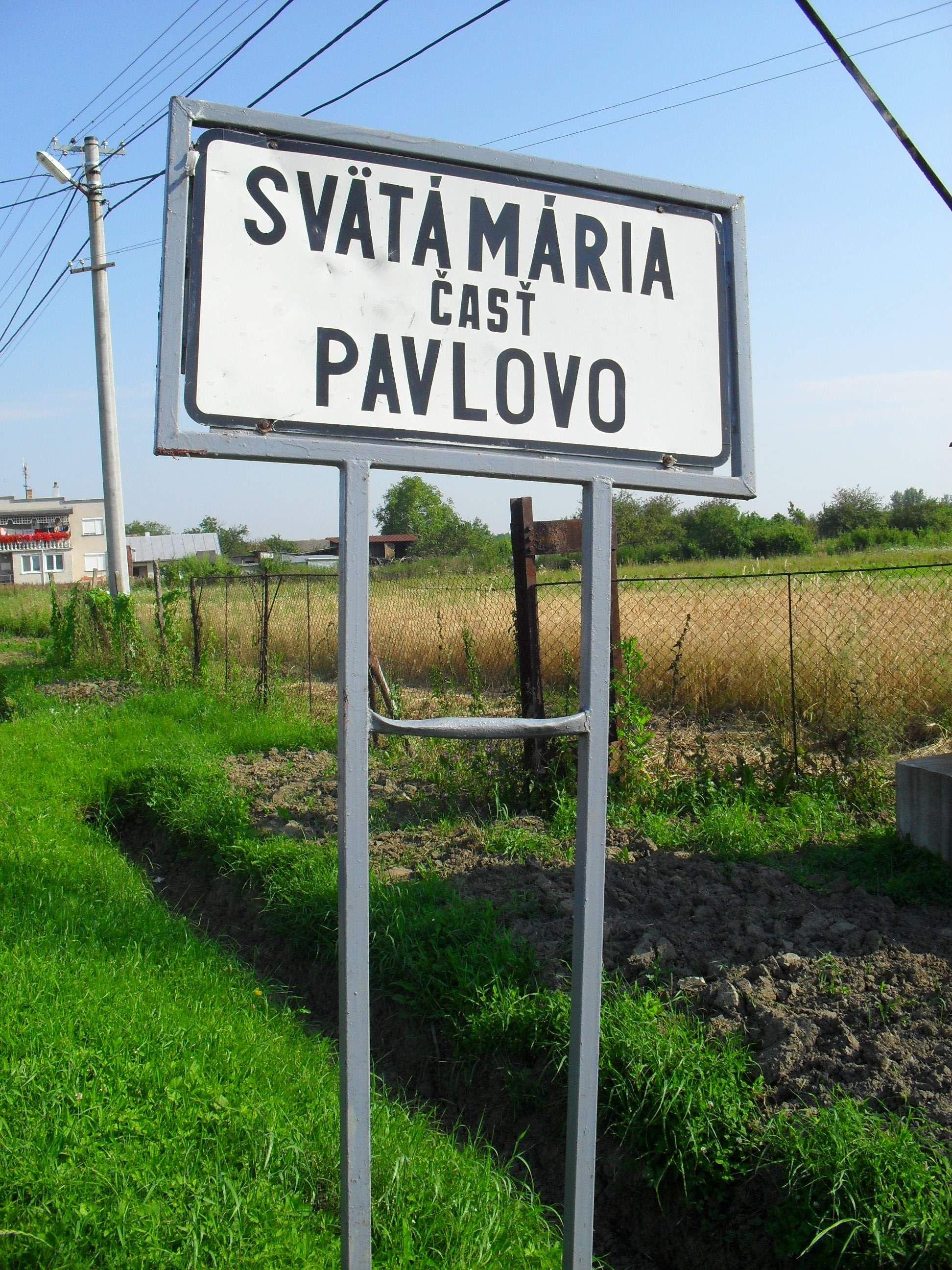
Helységnévtábla
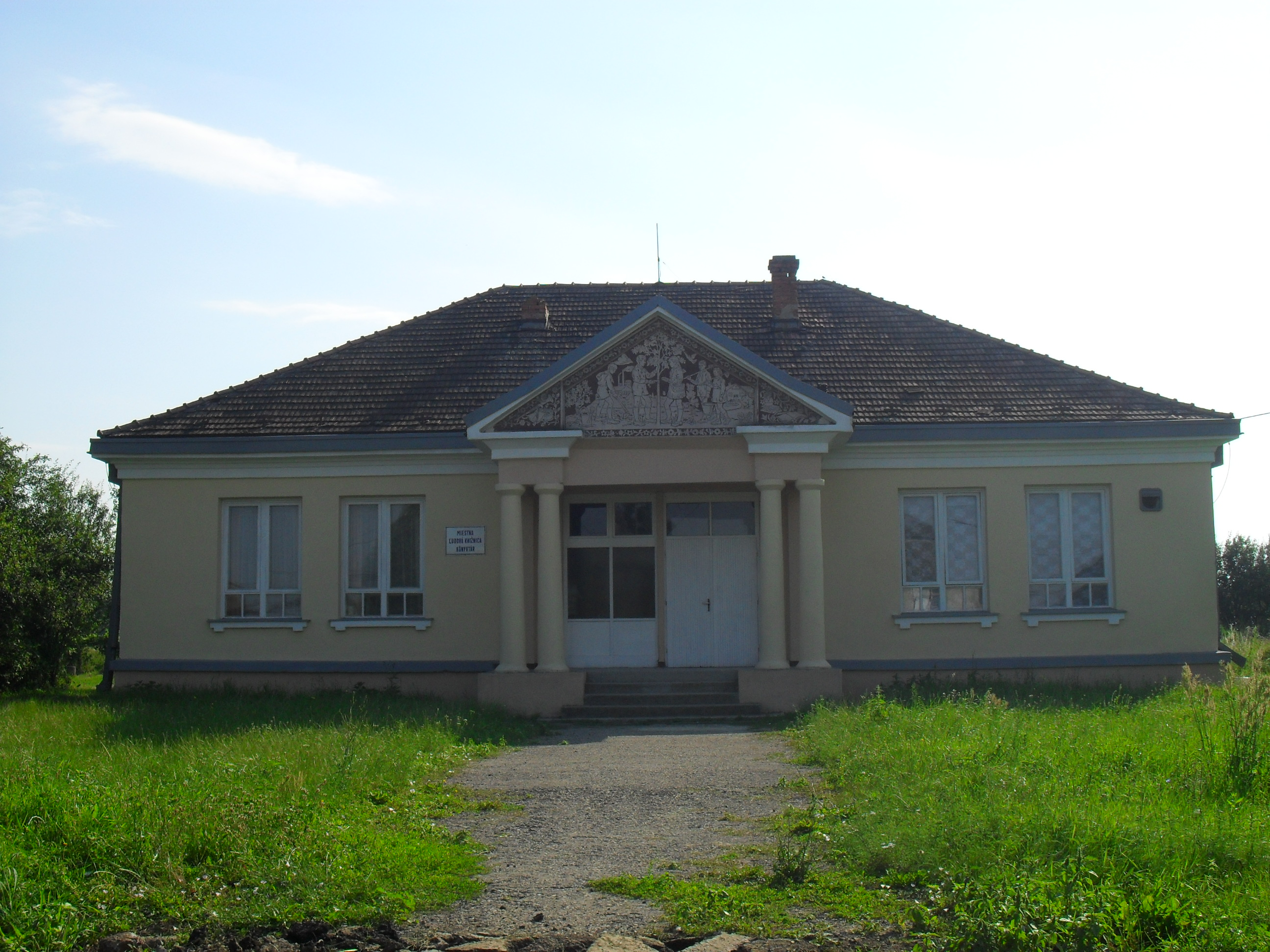
Könyvtár
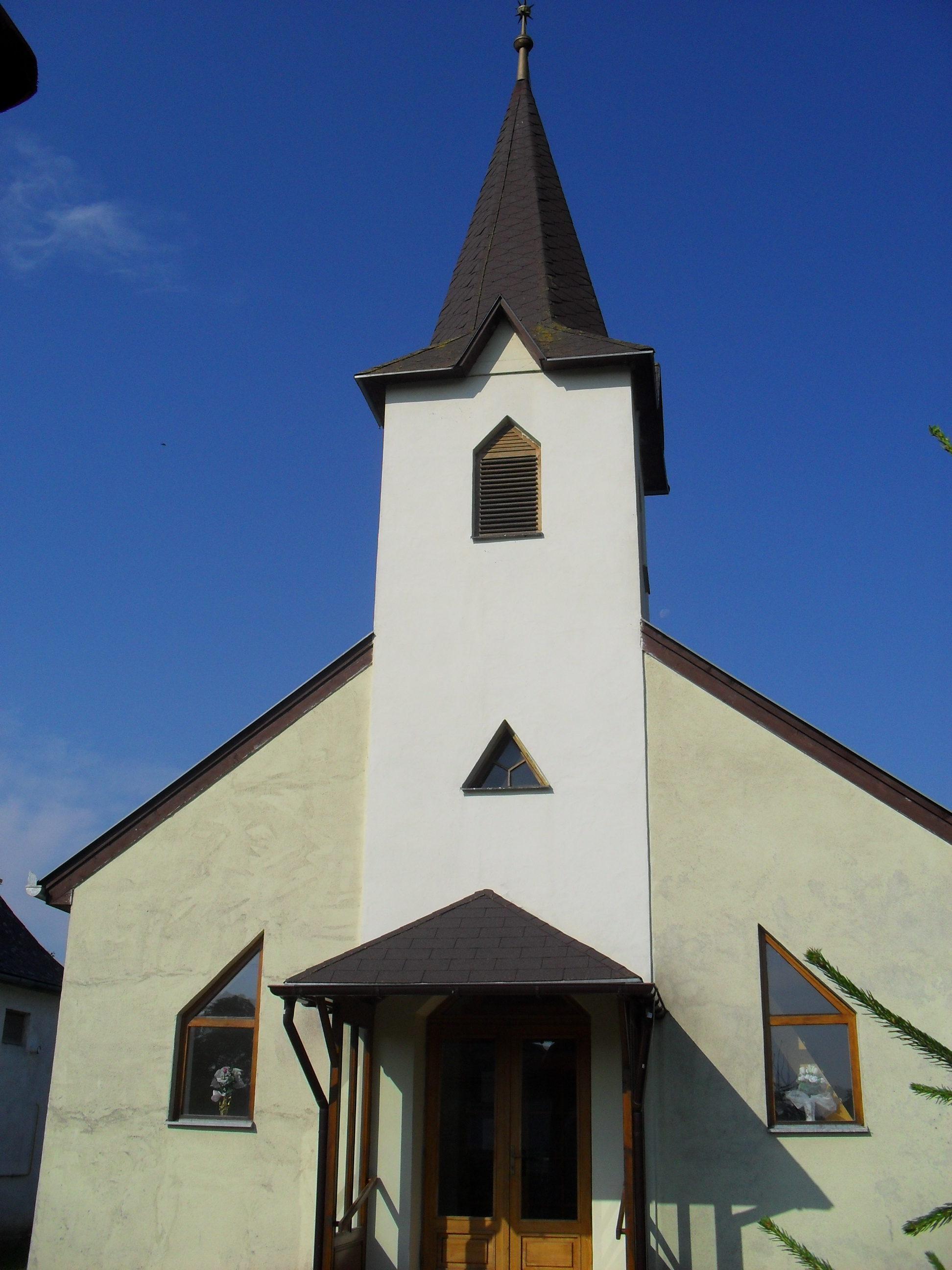
Református templom
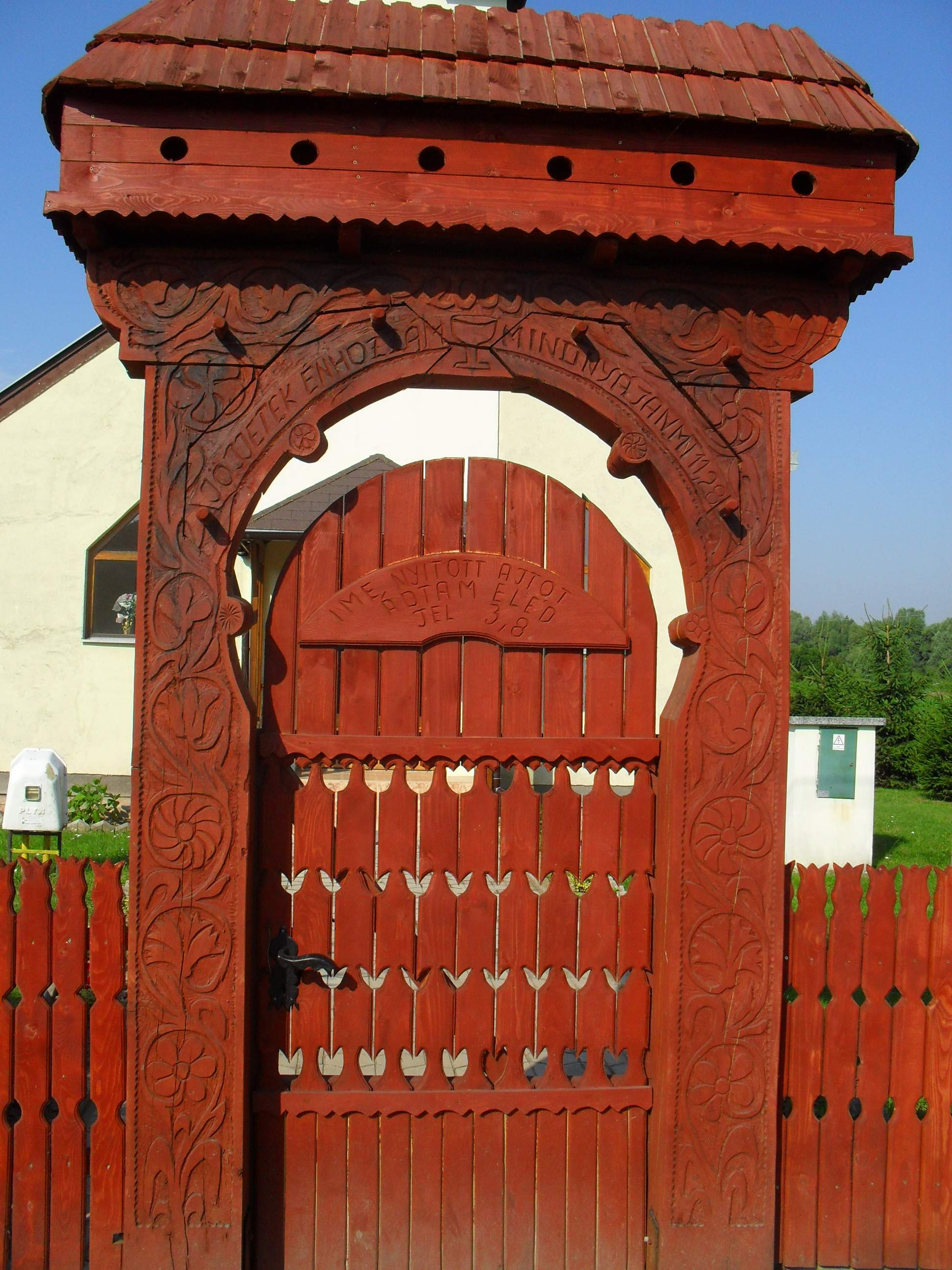
A református templom kapuja
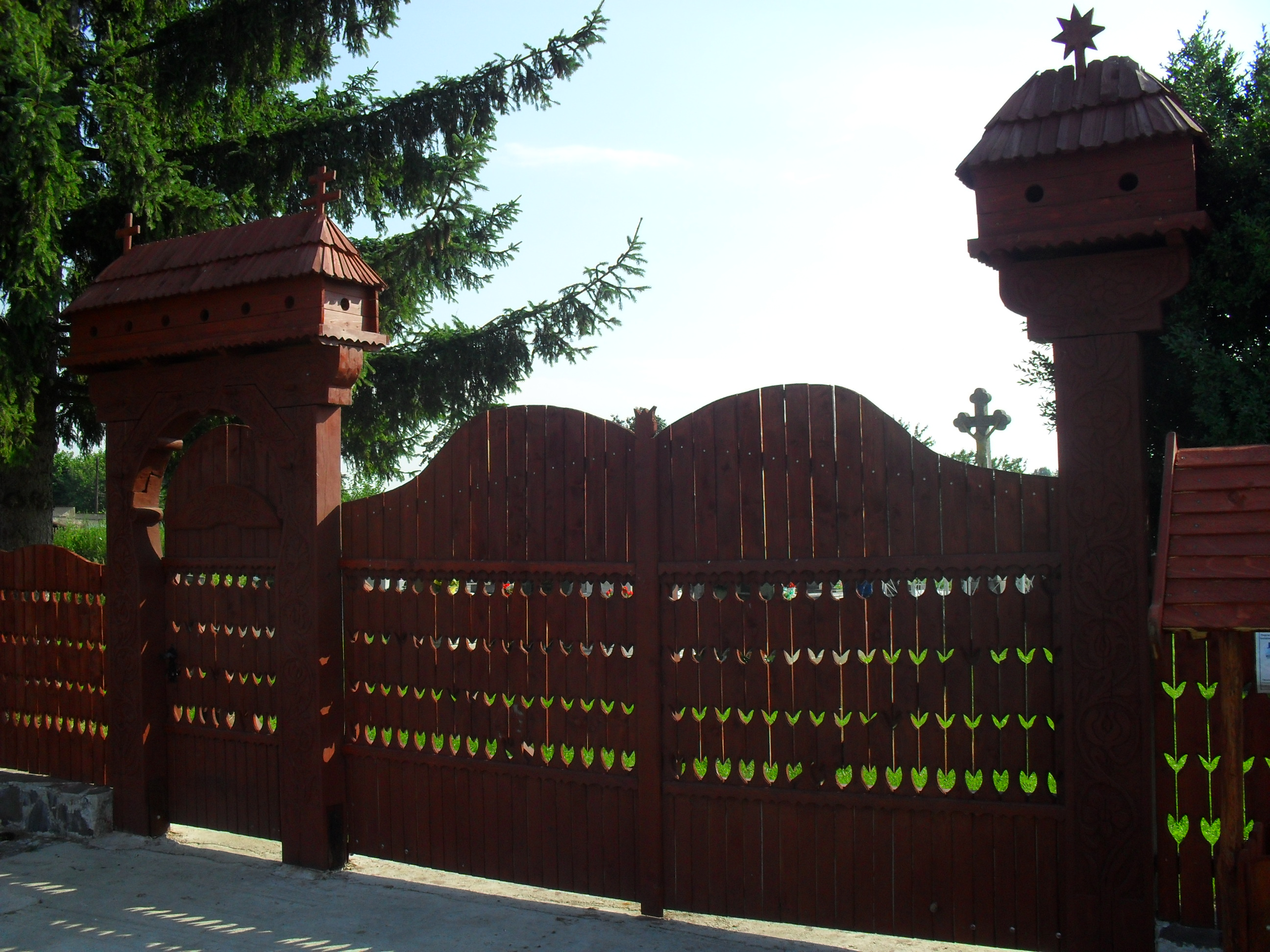
Faragott temetőkapu
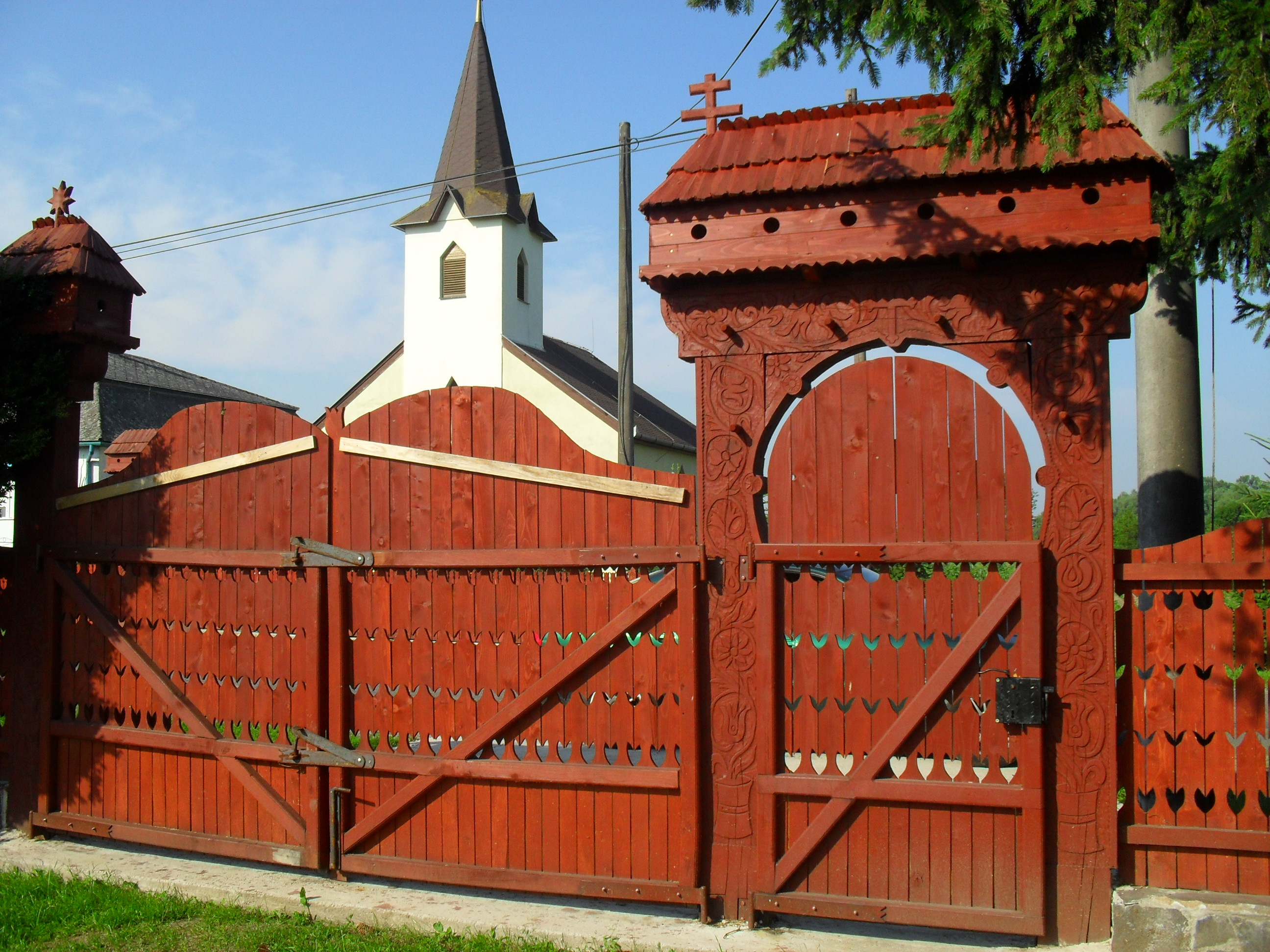
Faragott temetőkapu
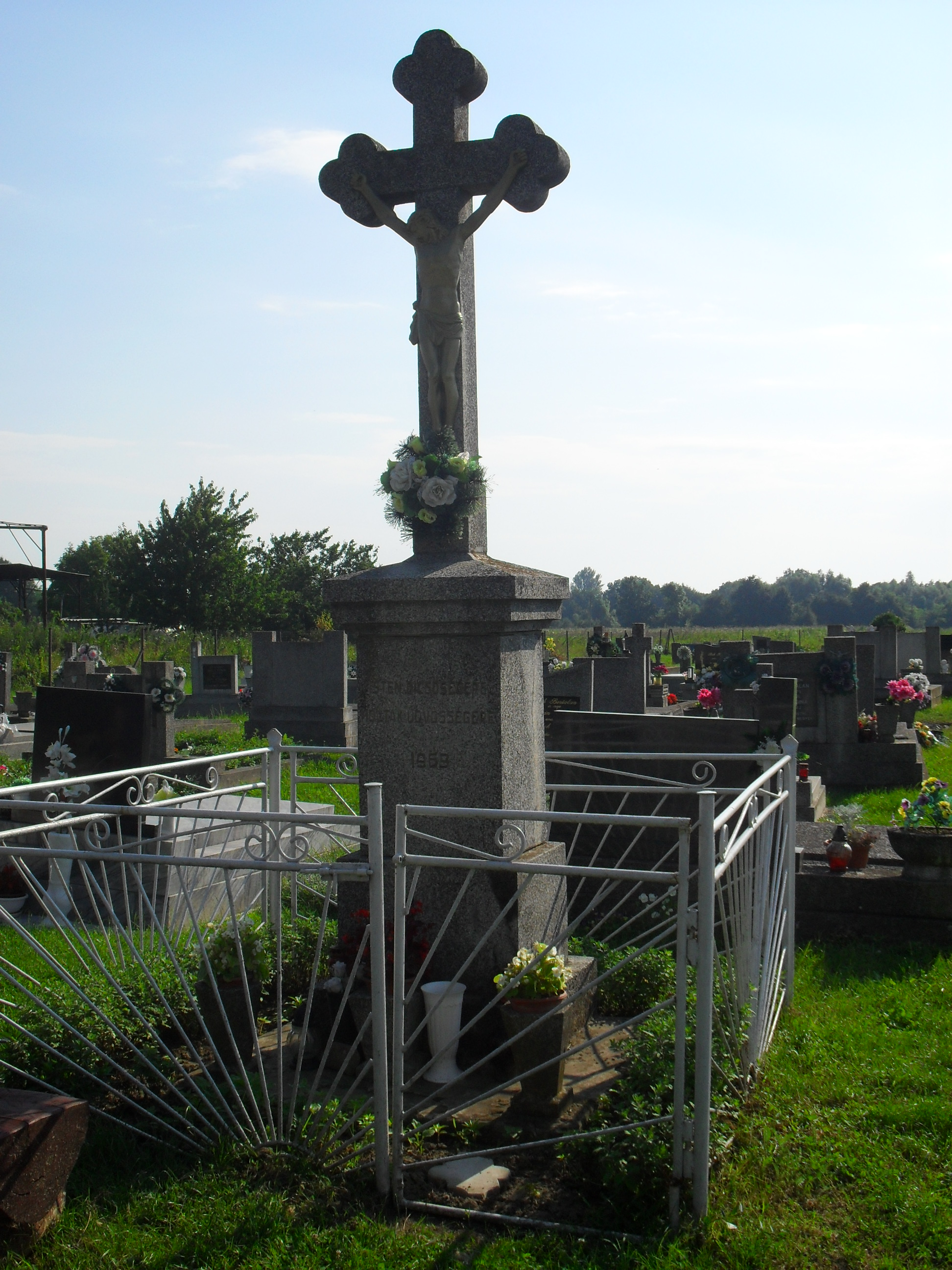
Temetői nagykereszt
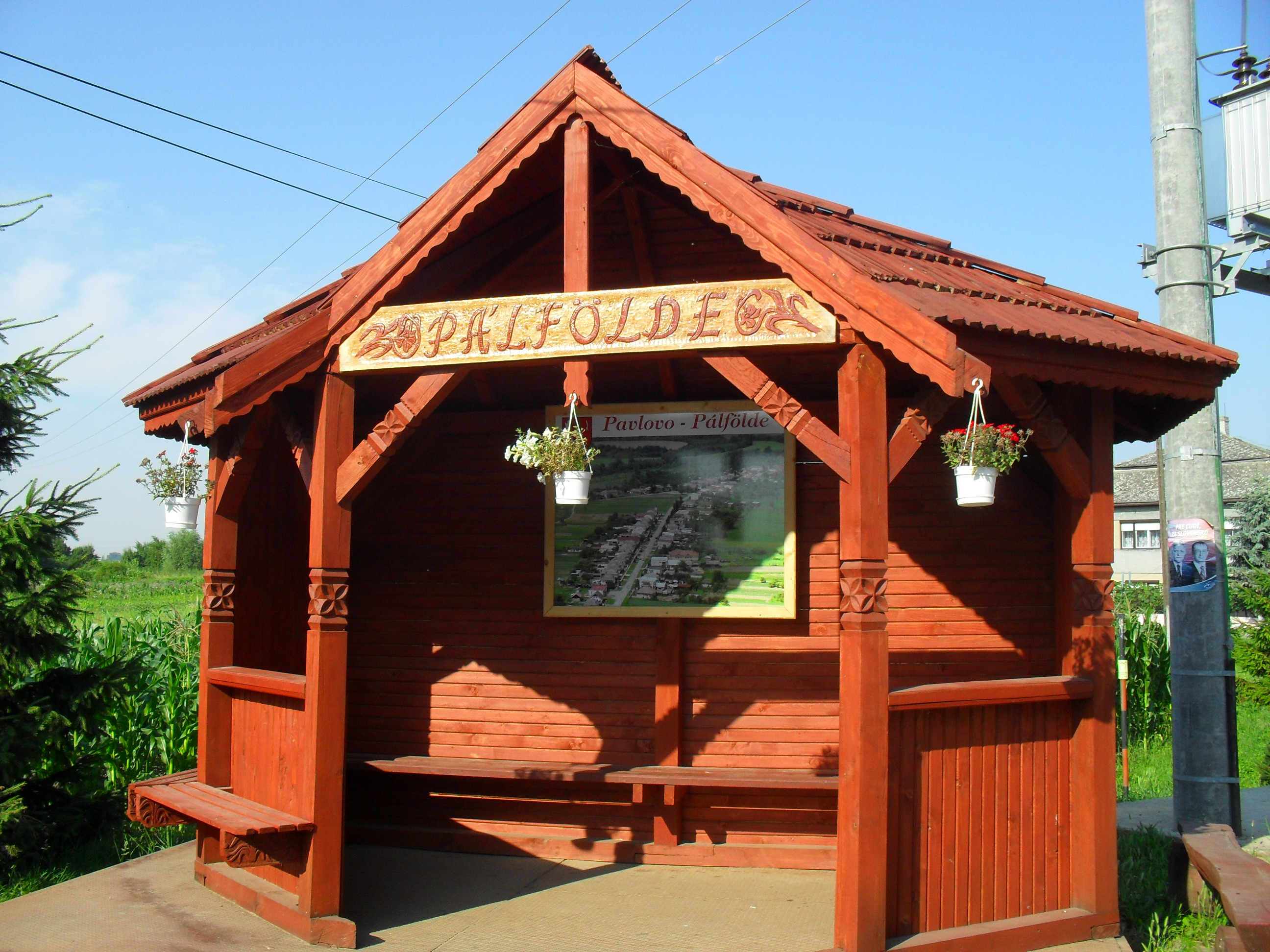
Buszmegálló

## Külső hivatkozások
- Bodrogszentmária hivatalos oldala
- E-obce.sk Archiválva 2008. január 20-i dátummal a Wayback Machine-ben